# Calcarius
Calcarius es un género de aves paseriformes en la familia Calcariidae.

## Especies
El género contiene las siguientes especies:
- Calcarius lapponicus (Linnaeus, 1758) – escribano lapón;[2]
- Calcarius pictus (Swainson, 1832) –  escribano de Smith;[2]
- Calcarius ornatus (J. K. Townsend, 1837) – escribano collarejo;[2]
- Calcarius mccownii (Lawrence, 1851) – escribano de McCown.[2]